# 紐諾

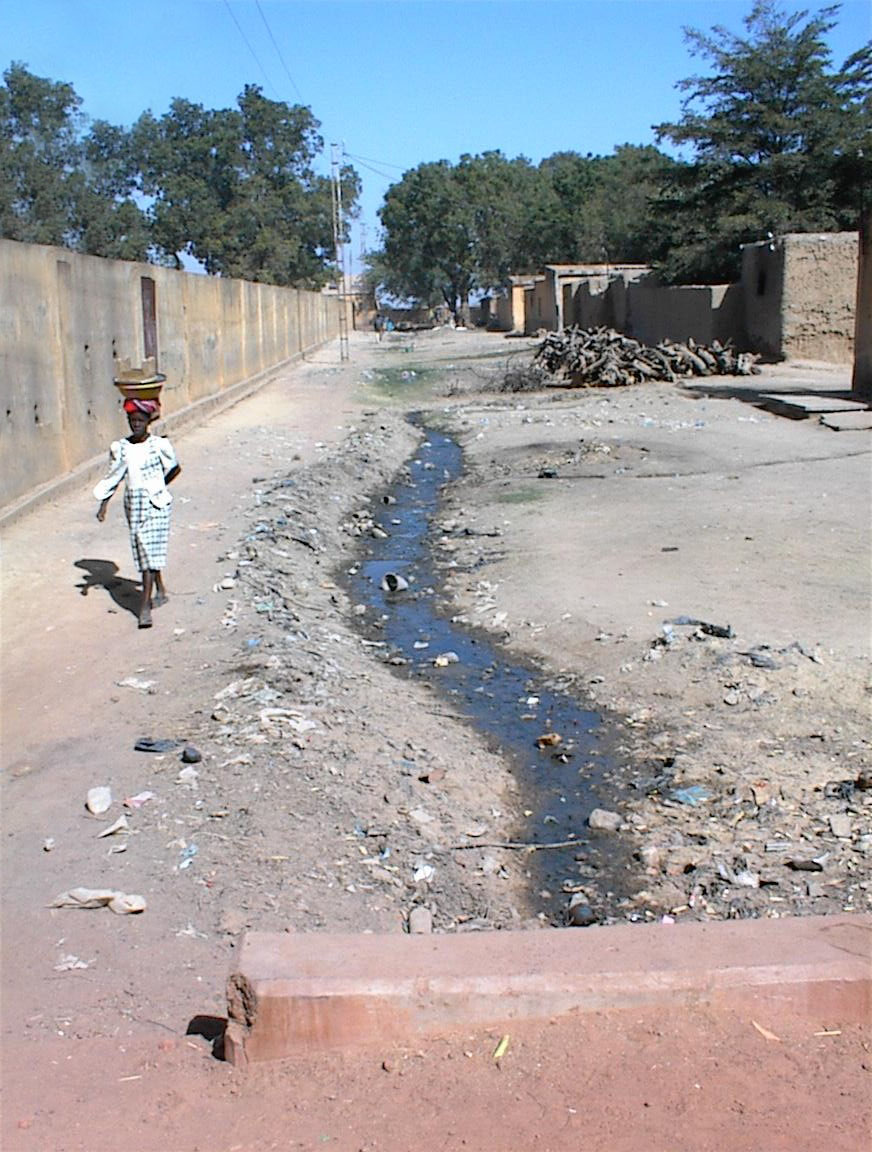
紐諾

紐諾是馬里的城鎮，位於該國中部，由塞古區負責管轄，面積491平方公里，海拔高度277米，該鎮佔地725平方米的清真寺建於1948年，2009年人口91,554，人口密度為每平方公里190人。

## 外部連結
- Official web site of the Office du Niger.